# 李兌榮
李 兌榮（イ・テヨン、1914年8月10日 - 1998年12月17日）は、大韓民国の政治家、弁護士、法学者。本貫は広州李氏、号は百人堂。同国における女性運動、労働者救済運動の中心人物として活躍した。

## 人物
平安北道雲山出身。1936年に旧制梨花女子専門学校を卒業後、平壌女子高等普通学校に赴任。監理派教会で活動し、鄭一亨と結婚し、鄭大哲が生まれた。1945年の光復後、1946年にソウル大学校法科大学に入学し、1949年に卒業、朝鮮戦争後の1952年に弁護士を開業、韓国初の女性弁護士の一人となった。同年11月に設立された女性問題研究院に李姫鎬らとともに発起人として参加した。この頃から男女平等原則に基づく民法改正運動に関わり、1954年にはYMCA全国連盟理事に就任、1956年には女性法律相談所（のちの家庭法律相談所）を開設した。1963年には母校の梨花女子大学校教授に就任する傍ら、法学者として家庭法院の設置実現を政府に働きかけ、1977年までソウル家庭法院の調停委員を務めた。
その一方で、1974年の民主回復国民宣言、1976年の民主救国宣言に署名し、民主化運動で軍事独裁政権に逮捕・拘留された人々の弁護に尽力した。1980年の金大中内乱陰謀事件では証人として金大中の弁護に当たった。
1973年に国際女性弁護士連盟副議長、1981年に国際法律委員会員に選出されるなど国際的に活躍し、1975年にマグサイサイ賞を受賞した。1998年に死去し、夫とともに国立ソウル顕忠院に合葬された。

## 主な功績
家族法改正運動は、離婚した女性の財産分割請求権の認定、父母親権の平等性の獲得、同姓同本禁婚制（姓と本貫が同じの男女の婚姻を禁止する制度）と戸主制の廃止などを訴えた。その結果として、1988年に民法が大幅に改正され、離婚した女性の財産分割請求権や離婚した夫婦の子女養育に関する父母平等の面接交渉権などが規定された。戸主制に関しては、個人の平等に反するだけでなく、家父長制の再生産につながる点を批判し、意見審判と憲法訴願を請求した。没後の2005年には、再度民法が大幅に改正され、戸主制は廃止され、同姓同本禁婚制は近親婚禁止制度に改められた。
著書に『韓国離婚制度研究』（1957年）、『北韓女性』（1988年）、『家族法改正運動37年史』（1992年）などがある。